# Apafi család

Az Apafiak címere

Az Apafi család nevezetes erdélyi család. A család eredetét Szent István király nővéréig viszik. Ő Aba Sámuel király neje volt, férjétől nem született gyermeke. Férje halála után másodszor a „jövevény” francia grófhoz, Cornes Vilmoshoz ment férjhez, akitől Marhárd nevű fia született, ennek fia volt Lőrinc (Bult), akinek öt fia született: Bochon, Boncz, Bencze, Csák és Bethlen.
A 12. században élt Lőrinc fia Bethlen, a Bethlenek és az Apafiak közös őse. Bethlen egyik fiától, Pétertől a Bethlen-ág származott, míg a másik fiát Olivérnek hívták, akinek unokájától, Apától, illetve annak fiától, Apafi Miklóstól eredt az Apafi-ág.

## Családfa
- A1 Ant
  - B1 Ant
    - C1 János
      - D1 Apa
        - E1 Miklós
          - F1 Ipolt
            - G1 János

          - F2 Gegös
            - G1 János, (1345–1374)

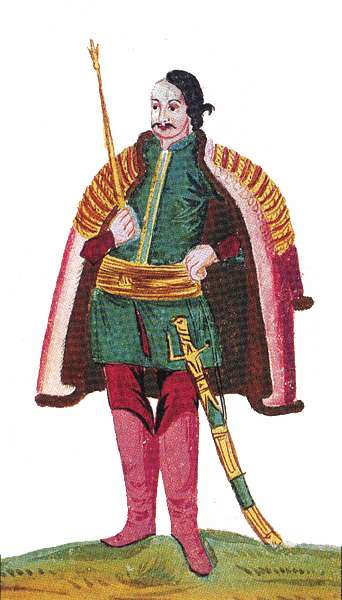
Apafi II. Mihály

              - H1 Péter, (†1395/1399); neje: Váraskeszi Lépes?
                - I1 Miklós, (1399–1446); neje: Váradjai Anna
                  - J1 László, (†1434/1440); neje: Harinnai Farkas Margit
                    - K1 Mihály, neje: Klára?
                      - L1 Ferenc, (1468–1526); neje: Magdolna?
                        - M1 Miklós, (1504–1530); neje: Losonczy Bánffy Anna
                          - N1 Ferenc; neje: Várdai Borbála
                            - O1 Magdolna; 1. férje: oroszfáji Mikó Balázs; 2. férje: Bogáthy Balázs

                      - L2 Lénárd, (1468–1510); neje: Dorottya?
                        - M1 György, (1510–1550); neje: Losonczy Bánffy Anna
                          - N1 Gábor
                            - O1 Fruzsina; férje: Siger János

                        - M2 László, (1510–1556); neje: iktári Bethlen Anna
                          - N1 Gáspár; neje: Károlyi Klára
                          - N2 Imre

                        - M3 Máté

                      - L3 Miklós, (1468–1520); 1. neje: (1498–1502) Kompolti Fruzsina; 2. neje: (1517–1534) Monostori Katalin
                        - M1 Farkas, (1. házasságból) neje: (1534–1540) Sarmasághy Ilona
                        - M2 Gergely, (2. házasságból) neje: (1534–1555) Gerendi Erzsébet
                          - N1 István, (†1584); 1. neje: Kenderesi Erzsébet; 2. neje: Osztopány Perneszy Anna
                            - O1 Borbála
                            - O2 Erzsébet

                          - N2 Lénárd; neje: Losonczy Bánffy Anna
                          - N3 Boldizsár
                          - N4 Miklós Apafi de Apa-nagyfalva, Küküllői főispán, (†1600); neje: Orbay Margit
                            - O1 Ferenc
                            - O2 György, Küküllői főispán, (1588–1635. február 18.); neje: Derzs Petky Borbála (†1660)
                              - P1 Margit; férje: gyerővásárhelyi Gyerőffy János
                              - P2 Miklós, (fiatalon meghalt)
                              - P3 Ferenc, (fiatalon meghalt)
                              - P4 Erzsébet; férje: Szárhegyi Lázár György (†1660)
                              - P5 Katalin; férje: Iklódi Tholdalaghy Ferenc
                              - P6 I. Mihály fejedelem (1661–1690), (Ebesfalva, 1632. november 3. – Fogaras, 1690. április 15.); neje: (1650) Bornemisza Anna (†1688)
                                - Q1 Gergely, (†1666)
                                - Q2 II. Mihály fejedelem, (Gyulafehérvár, 1676. október 13. – Bécs, 1713. február 1.); neje: (1694) bethleni Bethlen Katalin grófnő (†1725. január 4.)

                              - P7 György, (1618–1637. július 18.)
                              - P8 István; 1. neje: serkei Lórántffy Katalin (†1681); 2. neje: magyargyerőmonostori Kemény Petronella
                                - Q1 Miklós; neje: széki Teleki Anna grófnő
                                  - R1 György, (†1688)

                                - Q2 György
                                - Q3 Zsuzsanna
                                - Q4 Mária

                              - P9 Boldizsár; neje: Barcsay Erzsébet vagy Éva
                              - P10 Krisztina; férje: feketebátori nagyszalontai Tholdy István (†1660)
                              - P11 Anna; 1. férje: Henter János; 2. férje: berinczházai Gilányi György

                    - K2 Borbála

                  - J2 Anna, férje: Szentkirályi Semjén
                  - J3 Borbála
                  - J4 Ilona, férje: (1441–1445) Thoroczkai Péter
                  - J5 Margit

                - I2 László
                - I3 János
                - I4 György
                  - J1 Anna, férje: somkeréki Erdélyi Miklós (somkeréki) (1423–1473)

                - I5 Márta, férje: Gerendi Miklós

              - H2 László, (1366–1386)

            - G2 Miklós
            - G3 Gergely

        - E2 Gergely
        - E3 Jakab Bethlen, (1282–1329) lásd: Bethlen család

      - D2 Becse
        - E1 Gelet
        - E2 János

    - C2 Demeter
      - D1 Dénes
      - D2 Luka
        - E1 László
        - E2 Gergely
        - E3 Pál

  - B2 Jakab
  - B3 János
    - C1 ismeretlen fiú
      - D1 János Léli
      - D2 Erne
      - D3 Lőrinc
- A2 Becse
  - B1 Lukács
    - C1 Becse
      - D1 Dénes
        - E1 Luka
        - E2 Dénes
        - E3 Bertalan

  - B2 János
    - C1 Lőrinc
      - D1 Lőrinc

A családból két erdélyi fejedelem származott:
- I. Apafi Mihály
- II. Apafi Mihály

### Megjegyzés
- * = születés
- † = elhalálozás
- b.é. = biztosan élt
- h. = házasság
- 1.h., 2.h. = 1., 2. házasság
- [1.h.], [2.h.] = 1., 2. házasságból
- N = ismeretlen nevű (keresztnevű)

## Kastélyok, paloták, kúriák
- Almakerék
- Apanagyfalu
- Balázsfalva
- Csíkszenttamás
- Erzsébetváros (Ebesfalva)
- Rónaszék